# 上野村 (茨城県真壁郡)
上野村（うえのむら）は茨城県真壁郡にかつて存在した村である。

## 地理
- 現在の筑西市の南東部、旧明野町の南部に位置する。
- 村域は台地と平地が入り組む谷戸が多い地形になっている。
- 村は小貝川の東岸に位置する。

## 歴史

### 村域の変遷
- 1889年（明治22年）4月1日 - 町村制施行により、中上野村・赤浜村・向上野村・寺上野村・福岡新田・東石田村が合併し真壁郡上野村が発足。
- 1954年（昭和29年）11月13日 - 上野村は大村町・鳥羽村・村田村とともに合併し明野町が発足。上野村は消滅。

変遷表
| 1868年 以前 | 1868年 以前 | 明治元年 | 明治22年 4月1日 | 昭和29年 11月3日 | 平成17年 3月28日 | 現在   |
| ----------- | ----------- | -------- | --------------- | ---------------- | ---------------- | ------ |
|             | 中上野村    | 中上野村 | 上野村          | 明野町           | 筑西市           | 筑西市 |
|             | 赤浜村      |          | 上野村          | 明野町           | 筑西市           | 筑西市 |
|             | 向上野村    |          | 上野村          | 明野町           | 筑西市           | 筑西市 |
|             | 寺上野村    |          | 上野村          | 明野町           | 筑西市           | 筑西市 |
|             | 福岡新田    |          | 上野村          | 明野町           | 筑西市           | 筑西市 |
|             | 石田村      | 東石田村 | 上野村          | 明野町           | 筑西市           | 筑西市 |

## 大字
- 上野（うえの）
- 赤浜（あかはま）
- 向上野（むこううえの）
- 寺上野（てらうえの）
- 福岡新田（ふくおかしんでん）
- 東石田（ひがしいしだ）

## 人口・世帯

### 人口
総数 [単位： 人]
| 1891年（明治24年） | 2,562 |
| 1920年（大正 9年） | 3,025 |
| 1935年（昭和10年） | 3,287 |
| 1950年（昭和25年） | 4,237 |

### 世帯
総数 [単位： 世帯]
| 1920年（大正 9年） | 573 |
| 1935年（昭和10年） | 565 |
| 1950年（昭和25年） | 728 |

## 村長
- 赤城宗徳
- 赤城ヒサ（赤城宗徳の妻、茨城県では初の女性首長）